# Laske-Vedums socken
Laske-Vedums socken i Västergötland ingick i Laske härad och området ingår sedan 1971 i Vara kommun och motsvarar från 2016 Laske-Vedums distrikt.
Socknens areal var 24,61 kvadratkilometer varav 24,55 land. År 2015 fanns här 1 260 invånare. Godset Häggatorp samt tätorten Vedum med sockenkyrkan Laske-Vedums kyrka ligger i socknen.

## Administrativ historik
Socknen har medeltida ursprung. Före den 1 januari 1886 (ändring enligt beslut den 17 april 1885) var namnet Vedums socken.
Vid kommunreformen 1862 övergick socknens ansvar för de kyrkliga frågorna till Vedums församling och för de borgerliga frågorna bildades (Laske-)Vedums landskommun. Landskommunen uppgick 1952 i Vedums landskommun som 1967 uppgick i Vara köping som 1971 ombildades till Vara kommun. Församlingen uppgick 2002 i Vedums församling.
1 januari 2016 inrättades distriktet Laske-Vedum, med samma omfattning som församlingen hade 1999/2000.  
Socknen har tillhört län, fögderier, tingslag och domsagor enligt vad som beskrivs i artikeln Laske härad. De indelta soldaterna tillhörde Skaraborgs regemente, Skånings kompani och Västgöta regemente, Barne kompani.

## Geografi
Laske-Vedums socken ligger söder om Vara. Socknen är en uppodlad kuperad mark på Varaslätten.

## Fornlämningar
Lösfynd och ett par hällkistor från stenåldern har påträffats. Från bronsåldern finns spridda gravar och stensättningar. Från järnåldern finns ett gravfält.

## Namnet
Namnet skrevs 1325 Vidhemmæ och kommer från kyrkbyn. Efterleden innehåller hem, 'boplats, gård'. Förleden innehåller vidher, 'skog'.

## Befolkningsutveckling
| Befolkningsutvecklingen i Laske-Vedums socken 1810–2015                                                                                                | Befolkningsutvecklingen i Laske-Vedums socken 1810–2015 | Befolkningsutvecklingen i Laske-Vedums socken 1810–2015 | Befolkningsutvecklingen i Laske-Vedums socken 1810–2015 | Befolkningsutvecklingen i Laske-Vedums socken 1810–2015 |
| --- | ------------------------------------------------------- | ------------------------------------------------------- | ------------------------------------------------------- | ------------------------------------------------------- |
| |                                                         |                                                         |                                                         |                                                         |
| År |                                                         |                                                         | Folkmängd                                               |                                                         |
| 1810 | 1810                                                    |                                                         | 597                                                     |                                                         |
| 1820 | 1820                                                    |                                                         | 696                                                     |                                                         |
| 1830 | 1830                                                    |                                                         | 568                                                     |                                                         |
| 1840 | 1840                                                    |                                                         | 620                                                     |                                                         |
| 1850 | 1850                                                    |                                                         | 671                                                     |                                                         |
| 1860 | 1860                                                    |                                                         | 913                                                     |                                                         |
| 1870 | 1870                                                    |                                                         | 1 053                                                   |                                                         |
| 1880 | 1880                                                    |                                                         | 1 238                                                   |                                                         |
| 1890 | 1890                                                    |                                                         | 1 197                                                   |                                                         |
| 1900 | 1900                                                    |                                                         | 1 171                                                   |                                                         |
| 1910 | 1910                                                    |                                                         | 1 136                                                   |                                                         |
| 1920 | 1920                                                    |                                                         | 1 058                                                   |                                                         |
| 1930 | 1930                                                    |                                                         | 1 138                                                   |                                                         |
| 1940 | 1940                                                    |                                                         | 1 160                                                   |                                                         |
| 1950 | 1950                                                    |                                                         | 1 229                                                   |                                                         |
| 1960 | 1960                                                    |                                                         | 1 230                                                   |                                                         |
| 1970 | 1970                                                    |                                                         | 1 208                                                   |                                                         |
| 1980 | 1980                                                    |                                                         | 1 365                                                   |                                                         |
| 1990 | 1990                                                    |                                                         | 1 385                                                   |                                                         |
| 2000 | 2000                                                    |                                                         | 1 319                                                   |                                                         |
| 2015 | 2015                                                    |                                                         | 1 260                                                   |                                                         |
| Anm.: Statistik från Laske-Vedums församling fram till år 2000. Från 2015 är statistiken hämtad från Laske-Vedums distrikt som motsvarar samma område. |                                                         |                                                         |                                                         |                                                         |